# جواد ارکانی
شیخ محمدجواد ارکانی نماینده اهواز و دشت آزادگان از استان خوزستان، در دوره‌های هفتم تا سیزدهم مجلس شورای ملی بود.